# Билсма, Аннер
Аннер Билсма (нидерл. Anner Bylsma, настоящая фамилия Бейлсма, нидерл. Bijlsma; 17 февраля 1934, Гаага — 25 июля 2019) — нидерландский виолончелист, приверженец аутентизма.

## Биография
Окончил Королевскую консерваторию в Гааге. Лауреат первой премии на конкурсе Пабло Казальса (Мехико, 1959). В течение 6 лет был первым виолончелистом оркестра Концертгебау. С 1982 преподавал в Гарварде. Вел мастер-классы в Париже, Берлине, Джульярдской школе.

## Репертуар
В репертуаре виолончелиста — Бах, Гендель, Вивальди, Боккерини, Гайдн, Бетховен, Мендельсон, Шуберт, Брамс.

## Творческие контакты
Регулярно концертировал с Густавом Леонхардтом, Франсом Брюггеном, братьями Кёйкен. Записал все сонаты Бетховена с Йосом ван Иммерселом.